# White Trash Soul!
White Trash Soul! är en split CD med rockbanden The Hellacopters och The Flaming Sideburns från 2001.

## Låtlista
1. The Hellacopters: Whole Lot of Shakin' in My Heart (Since I Met You) (Smokey Robinson)
2. The Hellacopters: Get Ready (Smokey Robinson)
3. The Hellacopters: Undergrounded Confusion (The Flaming Sideburns)
4. The Flaming Sideburns: Emotional Son
5. The Flaming Sideburns: Shake-In
6. The Flaming Sideburns: Psyched Out & Furious (The Hellacopters)